# Marcus Chown
Marcus Chown (* 1959) je vědecký spisovatel, novinář a komentátor, v současné době konzultant na poli kosmologie pro časopis New Scientist. Vystudoval Londýnskou univerzitu v roce 1980, získal titul první třídy ve fyzice a později obdržel titul Master of Science in astrophysics z California Institute of Technology. Jeho knihy o astronomii a fyzice jsou určeny hlavně pro populární trh, včetně knihy Kvantová teorie nikoho nezabije, za kterou byl chválen díky „dokonale srozumitelným vysvětlení nejasných pojmů“.